# اوداوارا، کاناگاوا
اوداوارا در استان کاناگاوا در کشور ژاپن  واقع شده‌است  که دارای جمعیت ۱۹۸٬۸۴۱ نفر و مساحت ۱۱۴٫۰۹ کیلومتر مربع با تراکم جمعیت ۱٬۷۴۳  نفر در کیلومترمربع است و در تاریخ ۲۰ دسامبر ۱۹۴۰ به عنوان شهر شناخته شد.